# Malattie tropicali neglette

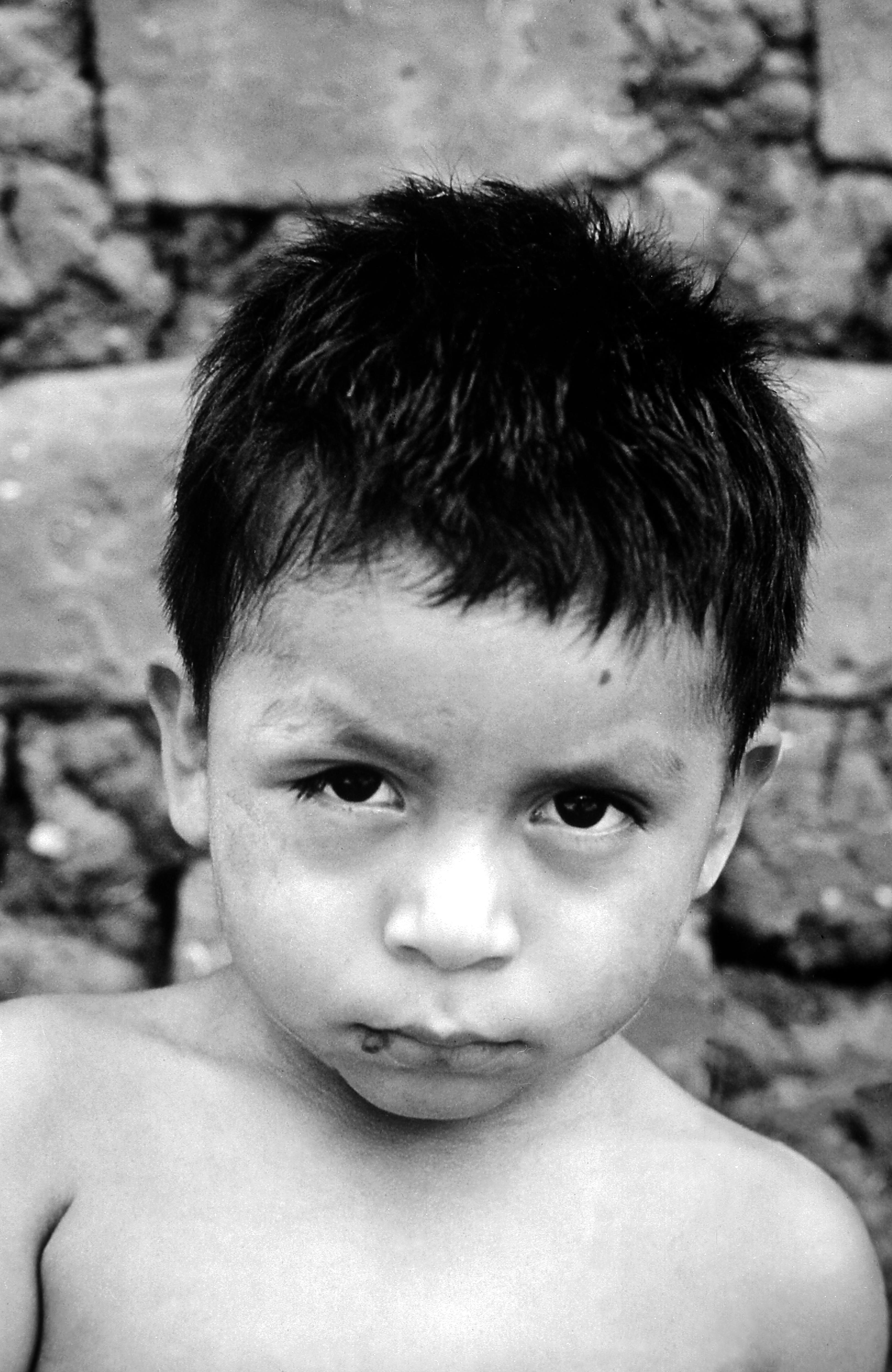
Un bambino di Panama affetto dalla malattia di Chagas

La malattie tropicali neglette (in inglese Neglected tropical diseases abbreviato NTD) sono un gruppo medicalmente eterogeneo di infezioni tropicali particolarmente comuni in popolazioni a basso reddito nelle regioni in via di sviluppo dell'Africa, dell'Asia e delle Americhe. Sono causate da numerosi tipi di agenti patogeni quali virus, batteri, protozoi ed elminti. Le diverse organizzazioni sanitarie definiscono questa serie di malattie in modo differente. Nell'Africa sub-sahariana, l'impatto di questo gruppo di patologie è paragonabile a quelli della malaria e alla tubercolosi.
Nel mondo sviluppato per alcune delle NTD esistono misure preventive o trattamenti medici che non sono ugualmente disponibili nelle aree più povere. In alcuni casi, i trattamenti sono relativamente poco costosi. Ad esempio, il costo del trattamento per la schistosomiasi è di 0,20 dollari americani per bambino all'anno. Nonostante ciò, per assicurare il controllo delle malattie neglette sarebbe richiesto un finanziamento compreso tra i 2 e i 3 miliardi di dollari americani nel corso dei prossimi cinque-sette anni.
Le NTD sono in contrasto con altre tre grandi malattie (HIV-AIDS, tubercolosi e malaria), che in genere ricevono una maggiore attenzione e maggiore finanziamento per la ricerca, e possono perfino renderle più mortali. Alcune aziende farmaceutiche si sono impegnate a donare tutte le terapie farmacologiche necessarie e in molti paesi è stata effettuata con successo la somministrazione di massa del farmaco.
Diciassette malattie tropicali neglette sono tra le priorità dell'OMS. Queste patologie sono comuni in 149 paesi e colpiscono più di 1,4 miliardi di persone (tra cui più di 500 milioni di bambini) e costano ai paesi in via di sviluppo miliardi di dollari ogni anno. Nel 2013 hanno provocato 142.000 morti in calo rispetto ai 204.000 morti del 1990. Per due malattie su diciassette è stata programmata l'eradicazione (dracunculiasi, nota come malattia del verme di Guinea, entro il 2015 e framboesia entro il 2020) e per quattro è stata programmata l'eliminazione (tracoma accecante, tripanosomiasi africana umana, lebbra e filariasi linfatica entro il 2020). Alla fine del 2015 sono rimasti solo 22 casi di dracunculiasi.

## Elenco delle malattie
C'è un certo dibattito tra l'OMS, i Centri per la prevenzione e il controllo delle malattie e gli esperti di malattie infettive su quali malattie debbano essere classificate come malattie tropicali neglette. Feasey, un ricercatore di malattie tropicale neglette, cita 13 malattie: ascaridiasi, ulcera del Buruli, malattia di Chagas, dracunculiasi, anchilostomiasi, tripanosomiasi africana umana, leishmaniosi umana, lebbra, filariasi linfatica, oncocercosi, schistosomiasi, tracoma, e tricocefalosi Fenwick riconosce 12 malattie tropicali neglette: ascaridiasi, ulcera di Buruli, malattia di Chagas, dracunculiasi, tripanosomiasi africana umana, leishmaniosi, lebbra, filariasi linfatica, oncocercosi, schistosomiasi, tracoma, e tricuriasi.
Le malattie tropicali neglette derivano da quattro diversi agenti patogeni responsabili: 
- Protozoi (per la malattia di Chagas, la tripanosomiasi umana africana, la leishmaniosi);
- Batteri (per l'ulcera di Buruli, la lebbra, il tracoma, la framboesia),
- Elminti o vermi (per cisticercosi-teniasi, dracunculiasi, echinococcosi, trematodiasi di origine alimentare, filariasi linfatica, oncocercosi, schistosomiasi, elmintiasi trasmessa dal suolo);
- Virus (dengue e chikungunya, rabbia).

L'Organizzazione Mondiale della Sanità (OMS) riconosce diciassette malattie tropicali neglette. Nonostante la sua gravità la meningite criptococcica non è considerata negletta, in quanto è AIDS-correlata.

### Cisticercosi e taeniasi
La teniasi è un'infezione da tenia adulta, mentre la cisticercosi è un'infezione di larve di tenia. Entrambe appartengono al gruppo delle elmintiasi. La cisticercosi è la più comune causa evitabile di epilessia nel mondo in via di sviluppo. La malattia non è fatale, anche se può causare l'epilessia, mentre le neurocistocercosi possono essere fatali. La cisticercosi di solito viene contratta dopo aver mangiato carne di maiale contaminata e poco cotta. La teniasi si verifica dopo l'ingestione di alimenti contaminati, oppure in seguito al contatto con l'acqua o il suolo contaminati. La teniasi ha sintomi lievi, tra cui dolori addominali, nausea, diarrea o stitichezza. La cisticercosi comporta cisti e lesioni che possono causare mal di testa, cecità, convulsioni, idrocefalo, meningite e demenza. I farmaci possono essere usati per trattare entrambe le malattie. L'infezione può essere prevenuta attraverso severi standard d'ispezione della carne, confinamento del bestiame, miglioramento dell'igiene e dei servizi igienico-sanitari, educazione alla salute, l'attenzione nel preparare alimenti a base di carne e l'individuazione e trattamento dei vettori umani e suini. Si trova in Asia, Africa, America Latina, in particolare nelle aziende dove i suini sono esposti a escrementi umani.

### Dracunculiasi

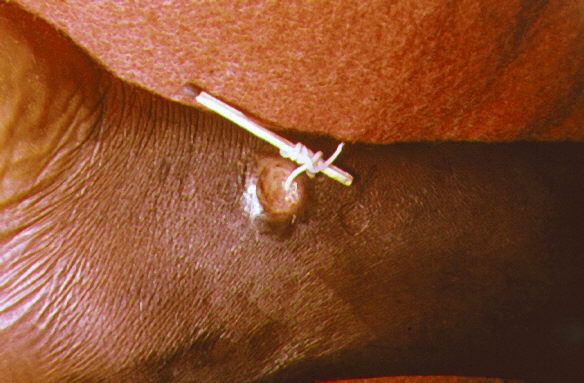
Dracunculiasi

La dracunculiasi è conosciuta anche come la malattia del verme della Guinea. Si sono verificati 113 casi di dracunculiasi nel 2013, con una diminuzione rispetto ai 542 casi del 2012, e una sostanziale diminuzione rispetto ai 3.500.000 di casi nel 1986. La malattia non è fatale, ma può causare mesi di inattività. È causata dall'acqua potabile contaminata da piccoli crostacei Copepoda, infettati dalla larva di Dracunculus medinensis. Di solito è trattata da volontari dell'Organizzazione Mondiale della Sanità, che puliscono le ferite causate dal verme e le fasciano, dopodiché tornano ogni giorno per tirarlo fuori di qualche centimetro. Circa un anno dopo l'infezione, si forma una bolla dolorosa dalla quale emergono uno o più vermi. I vermi possono essere lunghi fino a 1 metro. La dracunculiasi è prevenibile mediante filtrazione dell'acqua, identificazione immediata dei casi per prevenire la diffusione della malattia, l'educazione alla salute, e il trattamento degli stagni con larvicida. Un programma di eradicazione è stato in grado di ridurre l'incidenza della patologia. A partire dal 2012, i quattro paesi endemici sono il Ciad, l'Etiopia, il Mali e Sudan del Sud.

### Echinococcosi
I tassi di echinococcosi sono più elevati nelle zone rurali e più di un milione di persone sono infette attualmente. Se non trattata l'echinococcosi alveolare è fatale. La malattia è causata dall'ingestione di parassiti tramite feci animali. Per trattare l'echinococcosi possono essere usati chirurgia e farmaci. Esistono due versioni della malattia: cistica e alveolare. Entrambe le versioni prevedono un periodo di incubazione asintomatico di diversi anni. Nella versione cistica, le cisti epatiche causano dolori addominali, nausea e vomito, mentre le cisti nei polmoni provocano tosse cronica, dolori al petto e mancanza di respiro. Nella echinococcosi alveolare si sviluppa una cisti primaria, di solito nel fegato, seguita da perdita di peso, dolore addominale, sensazione generale di malessere e segni di insufficienza epatica. Può essere prevenuta con vermifugo per cani, incremento dei servizi igienico-sanitari, corretto smaltimento delle feci animali, educazione alla salute, vaccinazione del bestiame. L'echinococcosi cistica si trova nella parte orientale della regione del Mediterraneo, l'Africa settentrionale, meridionale e orientale, la parte meridionale del Sud America e in Asia centrale. L'echinococcosi alveolare si trova nella parte occidentale e nord della Cina, la Russia, l'Europa e il Nord America. Può essere diagnosticata attraverso la diagnostica per immagini e test sierologici.

### Elmintiasi trasmessa dal suolo
Le tre specie di vermi nematodi responsabili della elmintiasi trasmessa suolo sono: Ascaris lumbricoides, Trichuris trichiura e Strongyloides. Attualmente ci sono 1,5 miliardi di persone infette. Il rischio di mortalità è molto basso. La gravità dei sintomi dipende dal numero di vermi nel corpo e include problemi intestinali, mancanza di energia e compromissione dello sviluppo fisico e cognitivo. I vermi parassiti sono generalmente trasmessi attraverso l'esposizione a feci umane sparse nell'ambiente o sul suolo infetto, per esempio a causa della pratica diffusa nei paesi più poveri di defecare in spazi aperti comuni. I sintomi più diffusi sono anemia, crescita stentata, calo della forma fisica, diminuzione del rendimento e della frequenza scolastica. La patologia può essere prevenuta attraverso la preparazione igienica dei cibi, utilizzo di acqua pulita, servizi igienici adeguati, vermifugo e con l'educazione alla salute. L'Organizzazione mondiale della sanità raccomanda vermifugo senza diagnosi preventiva. L'emintiasi trasmessa dal suolo si verifica principalmente nell'Africa sub-sahariana, nelle Americhe, in Cina e nell'Asia orientale.

### Febbre Dengue e chikungunya
Ogni anno si verificano 50-100 milioni di infezioni da febbre dengue. La febbre Dengue di solito non è fatale, ma in seguito a un'infezione con uno dei quattro ceppi si può aumentare la suscettibilità per gli altri sierotipi, causando una malattia potenzialmente fatale chiamata Dengue grave. La febbre Dengue è causata da un flavivirus e si sviluppa a causa del morso della zanzara Aedes aegypti. Non esiste nessun trattamento sia per la Dengue che per la Dengue grave al di là delle cure palliative. I sintomi sono febbre alta e sintomi simil-influenzali. Si trova in Asia, America Latina e Australia settentrionale.
La chikungunya è una malattia virale causata da un togavirus. I sintomi possono essere confusi con la dengue e comprendono febbre, eruzioni cutanee, dolore alle articolazioni e gonfiore. Il virus è trasmesso dalla Aedes aegypti e dalla Aedes albopictus.

### Filariosi linfatica
La filariosi linfatica è anche conosciuta come elefantiasi. Circa 120 milioni di individui ne sono infetti e 40 milioni hanno malformazioni. È raramente mortale. La filariosi linfatica ha implicazioni per tutta la vita, come il linfedema degli arti, malattie genitali, e dolorosi attacchi ricorrenti. La maggior parte delle persone sono asintomatiche, ma hanno danni a livello linfatico. Fino al 40% degli individui infetti hanno un danno renale. Si tratta di una malattia trasmessa da vettori, causata da vermi nematodi che vengono trasmessi dalle zanzare. Può essere trattata con antielmintici poco costosi e il lavaggio della pelle può rallentare o addirittura invertire il danno. È diagnosticata con un esame del sangue. Circa due terzi dei casi si trovano in Asia sud-occidentale e un terzo in Africa.

### Framboesia
I dati sull'incidenza della framboesia sono limitati, anche se è noto che colpisce soprattutto i bambini. Il rischio di mortalità è molto basso, ma la malattia se non trattata provoca deturpazioni e disabilità. Si tratta di una infezione batterica cronica, trasmessa attraverso la pelle e causata dai treponemi. Viene trattata con antibiotici. Può essere prevenuta attraverso una migliore igiene e l'incremento dei servizi igienico-sanitari. I sintomi più comuni sono le lesioni cutanee. È più diffusa nelle regioni calde umide, nelle regioni tropicali delle Americhe, Africa, Asia e nel Pacifico.

### Lebbra
Nel marzo 2013 si sono stati 189.018 di casi noti di lebbra e 232.857 nuovi casi sono stati diagnosticati nel 2012. Attualmente ci sono 1-2 milioni di persone rese disabili o sfigurate a causa di passata o presente lebbra. La lebbra provoca disabilità fisiche ed estetiche se non trattata. È curabile se trattata precocemente. È causata da batteri e trasmessa attraverso le goccioline dalla bocca e del naso di individui infetti. Il trattamento richiede la terapia multifarmaco. Il vaccino BCG ha un certo effetto preventivo contro la lebbra. La patologia ha un periodo di incubazione che va dai 5 ai 20 anni e i sintomi sono: danni alla pelle, ai nervi, agli occhi e agli arti. Si trova in Angola, Brasile, Repubblica Centrafricana, Repubblica Democratica del Congo, India, Madagascar, Mozambico, Nepal, Tanzania.

### Leishmaniosi
Le tre forme di leishmaniosi umana sono viscerale, cutanea e mucocutanea. Si stima che 12 milioni di persone ne siano infette. La patologia è fatale se non trattata e ogni anno si verificano 20.000 decessi da leishmaniosi viscerale. Si tratta di una malattia trasmessa da vettori che è causata dal morso di flebotomi. L'unico metodo di prevenzione è un vaccino che è in fase di sviluppo, oppure si possono prevenire punture dell'insetto. Può essere trattata con farmaci costosi. Almeno il 90% della leishmaniosi viscerale si verifica in Bangladesh, Brasile, Etiopia, India, Sud Sudan e Sudan. Leishmaniosi cutanea è diffusa in Afghanistan, Algeria, Brasile, Colombia, Iran, Pakistan, Perù, Arabia Saudita e Siria. Circa il 90% della leishmaniosi mucocutanea si verifica in Bolivia, Brasile e Perù. La diagnosi può venire fatta attraverso l'individuazione dei segni clinici, test sierologici, o test parassitologici.

### Malattia di Chagas
La malattia di Chagas è nota anche come tripanosomiasi americana. Ci sono circa 15 milioni di persone infette. La possibilità di morbilità è maggiore per gli individui immunocompromessi, i bambini e gli anziani, ma è molto bassa se trattata precocemente. La patologia non uccide le vittime rapidamente, causa invece anni di debilitanti sintomi cronici. È causata da un protozoo e trasmessa da vettori e si diffonde attraverso il contatto con le feci infette da Trypanosoma cruzi. Il protozoo può entrare nel corpo attraverso il morso della cimice, lesioni della pelle o delle mucose. L'infezione può derivare dal mangiare cibo infetto o dal venire a contatto con i fluidi corporei contaminati. La malattia di Chagas può essere prevenuta evitando punture di insetti attraverso insetticidi, miglioramento della casa, reti per il letto, igiene del cibo, cure mediche, pratiche di laboratorio e test. Può essere trattata eziologicamente o con farmaci, anche se quelli usati per trattarla hanno gravi effetti collaterali. Esistono due fasi della malattia di Chagas. La fase acuta è di solito asintomatica. I primi sintomi sono di solito ulcere cutanee,  edema violaceo orbitale unilaterale, linfoadenopatie locali e febbre, accompagnate da una serie di altri sintomi a seconda della sede di infezione. La fase cronica si verifica nel 30% delle infezioni totali e può prendere tre forme, che sono asintomatica (prevalente), cardiaca e con lesioni digestive. Può essere diagnosticata attraverso un test sierologico, anche se non è molto preciso.

### Oncocercosi
L'oncocercosi è conosciuta anche come "cecità fluviale". Ci sono 37 milioni di persone infette, la prevalenza è più elevata nelle zone rurali. Essa provoca cecità, eruzioni cutanee, lesioni, prurito intenso e depigmentazione della pelle. Si tratta di una malattia trasmessa da vettori, causata dal vermi che infettano le mosche. Può essere trattata con ivermectina. Può essere prevenuta con insetticidi o con la somministrazione preventiva di ivermectina. I sintomi sono prurito e lesioni cutanee. Oltre il 99% dei casi si verifica nell'Africa sub-sahariana.

### Rabbia
Ci sono due forme di rabbia: furiosa e paralitica. Ogni anno 60.000 persone muoiono per rabbia. La maggiore prevalenza è nelle zone rurali e colpisce in modo sproporzionato i bambini. La rabbia è di solito fatale dopo la comparsa dei sintomi. È causata da un lyssavirus trasmesso attraverso ferite o punture da animali infetti. Può essere prevenuta attraverso la vaccinazione di esseri umani e cani, e la pulizia e la disinfezione delle ferite da morso (profilassi post-esposizione). I primi sintomi sono febbre e dolore nei pressi del sito di infezione che si può verificare dopo un periodo di incubazione di 1-3 mesi. La rabbia provoca iperattività, idrofobia, aerofobia: la morte per arresto cardio-respiratorio si verifica in pochi giorni. La rabbia paralitica provoca una lenta progressione della paralisi fino al coma e alla morte. La rabbia non è diagnosticabile prima che i sintomi si sviluppino, può essere rilevata attraverso un test sui tessuti dopo che compaiono i sintomi. Si trova in Asia e in Africa.

### Schistosomiasi

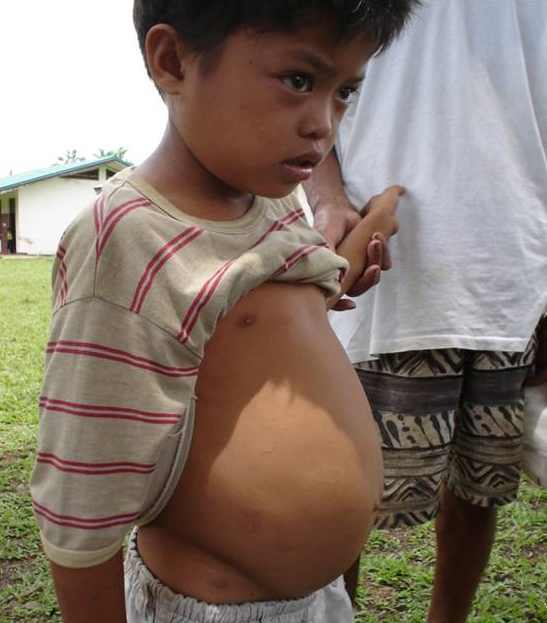
Bambino affetto da Schistosomiasi

Esistono oltre 200 milioni di casi di schistosomiasi. La malattia può essere fatale e causare cancro della vescica ed ematemesi. Provoca la fibrosi della vescica, la fibrosi epatica, l'ipertensione portale e lesioni cervicali (che aumentano la suscettibilità per l'HIV nelle donne). Si tratta di una malattia trasmessa da vettori della specie Schistosoma ha un ciclo di vita complesso che si alterna tra l'uomo e le lumache di acqua dolce; l'infezione si verifica in seguito a contatto con l'acqua contaminata. Questa malattia è unica in quanto il danno non è causato dai vermi stessi, ma piuttosto dal grande volume di uova che i vermi producono, che causano ematuria, ostruzione del canale della vescica, insufficienza renale, cancro della vescica, fibrosi periportale. I sintomi sono ipertensione, ascite e varici. Il praziquantel può essere usato per il trattamento di persone con la schistosomiasi, ma non può impedire la reinfezione. Il costo della prevenzione è di 32 centesimi per bambino all'anno. Il trattamento di massa con praziquantel, un migliore accesso all'acqua potabile, servizi igienico-sanitari, l'educazione alla salute possono essere usati per prevenire la schistosomiasi. I vaccini sono in fase di sviluppo. Può essere diagnosticata attraverso un test sierologico, ma produce spesso falsi negativi. Circa il 85% dei casi sono in Africa sub-sahariana.

### Tracoma
Ci sono 21,4 milioni di persone affette da tracoma, di cui 2,2 milioni parzialmente ciechi e 1,2 milioni totalmente ciechi. La malattia colpisce soprattutto le donne e i bambini. Il rischio di mortalità è molto basso, anche se più re-infezioni possono condurre a cecità. Il tracoma è causato da un microrganismo che si diffonde direttamente negli occhi o attraverso le mosche. Si cura con antibiotici. L'unico metodo di prevenzione noto è l'igiene personale. I sintomi sono irritazione interna delle palpebre, che poi si girano verso l'interno. Si trova in Africa, Asia, Centro e Sud America, Medio Oriente e Australia.

### Trematodiasi di origine alimentare
Le infezioni di origine alimentare da trematodi includono clonorchiasi, opistorchiasi, fascioliasi, e paragonimiasi. Sono infezioni zoonotiche, che colpiscono soprattutto gli animali domestici o selvatici, e che possono essere trasmesse agli esseri umani. Vengono contratte tramite l'ingestione di cibo infetto, contaminato con gli stadi larvali del parassita, come il pesce crudo. Si stimano almeno 40 milioni di persone infette.

### Tripanosomiasi africana
La tripanosomiasi africana è conosciuta anche come malattia del sonno africana. Ci sono meno di 10.000 casi attualmente. La malattia è sempre fatale se non trattata. La tripanosomiasi africana umana è trasmessa da vettori, e viene diffusa attraverso la puntura della mosca tse-tse. Le attuali forme di trattamento sono altamente tossiche ed inefficaci, inoltre si sta diffondendo la resistenza ai farmaci. I sintomi più comuni sono febbre, mal di testa, linfoadenopatia, sonno di tipo notturno, cambiamenti di personalità, declino cognitivo e coma. Viene diagnosticata attraverso un test sierologico economico.

### Ulcera del Buruli
Non è noto quanto sia comune ulcera di Buruli. Il rischio di mortalità è basso, anche se le infezioni secondarie possono essere letali. La morbilità assume la forma di deformità, disabilità, e lesioni cutanee, che possono essere prevenute attraverso un trattamento precoce. La malattia è causata da batteri e può essere trattata con antibiotici e chirurgia. Si trova in Africa, Asia e America Latina. I sintomi sono gonfiori della pelle e lesioni.

## Impatto economico
Conteh, Engels, e Molyneux attribuiscono il basso costo del trattamento per NTD ai programmi in larga scala, la libera fornitura dei farmaci da parte delle aziende farmaceutiche, le modalità di consegna dei farmaci e la distribuzione dei farmaci da parte dei volontari non pagati. Essi sostengono anche che il reale onere economico di queste malattie è sottovalutato. Il ritorno economico della lotta contro le malattie tropicali neglette è stimato tra il 14-30 %, a seconda della malattia e della regione. Per esempio, i benefici a lungo termine nell'utilizzo dei vermifughi includono la diminuzione dell'assenteismo scolastico del 25%, e un aumento dei guadagni per gli adulti del 20%.
Tuttavia il costo del trattamento di alcune di queste malattie, come l'ulcera di Buruli, può ammontare a oltre il doppio del reddito annuo di una famiglia media a basso reddito, mentre per le famiglie ad alto reddito l'onere è leggermente inferiore alla media reddito familiare. Questi enormi costi finanziari sono spesso causa di rinvii nel trattamento e disastri finanziari, anche se in termini di onere economico c'è disparità tra ricchi e poveri. Inoltre queste malattie costano ai governi in termini di assistenza sanitaria, perdita di produttività dei lavoratori e diminuzione della speranza di vita. In Kenya, ad esempio, un vermifugo può aumentare il reddito medio degli adulti del 40%. Ogni caso non trattato di tracoma ha un costo di 118 dollari in perdita di produttività. Ogni caso di schistosomiasi causa una perdita di 45,4 giorni di lavoro all'anno. La maggior parte delle malattie costano alle economie dei vari paesi in via di sviluppo milioni di dollari. Si prevede che le campagne di prevenzione in grande scala aumenteranno la produzione agricola e i livelli d'istruzione.

## Impatto sociale
Diverse malattie, come la lebbra, provocano gravi malformazioni che causano stigma sociale. La filariosi linfatica, per esempio, provoca gravi malformazioni che possono provocare difficoltà a contrarre matrimonio e incapacità di lavorare. Studi in Ghana e Sri Lanka hanno dimostrato che gruppi di sostegno per i pazienti con filariasi linfatica possono aumentare l'autostima dei partecipanti, la qualità della vita e delle relazioni sociali grazie al sostegno sociale e ai consigli pratici su come gestire la malattia.
Il trattamento con vermifughi è correlato alla maggiore frequenza scolastica.
L'impatto delle malattie neglette è legato al sesso, esse infatti colpiscono in modo sproporzionato le donne, in particolare la schistosomiasi, la dengue, le infezioni da vermi (durante la gravidanza) e la malattia di Chagas, che può essere trasmessa durante la gravidanza. Uno studio in Uganda ha dimostrato che le donne sono in grado di ottenere più facilmente un trattamento perché hanno meno responsabilità professionale rispetto agli uomini e dimostrano più fiducia nei trattamenti, ma a causa dell'ignoranza riguardo agli effetti dei medicinali sulle donne in gravidanza vengono impedite le cure adeguate. Per questi motivi durante la progettazione dei programmi di trattamento dovrebbe essere tenuto in considerazione il sesso del paziente.

## Impatto sulla salute
Fenwick sostiene che gli obiettivi di sviluppo del millennio, come l'aumento dell'istruzione, la diminuzione della mortalità infantile, l'aumento della salute materna, sono impossibili da compiere a causa della corrente alta prevalenza di NTD. Inoltre afferma che molti individui sono afflitti da più NTD.
I trattamenti con vermifughi sono correlati con l'aumento di peso poiché i vermi sono spesso parzialmente responsabili della malnutrizione. Non è chiaro se le campagne con i vermifughi possano diminuire i livelli di malnutrizione a lungo termine. Questo a causa della mancanza di prove sicure dei benefici per la salute, stato nutrizionale, emoglobina nel sangue e livelli di frequenza scolastica o di prestazioni lavorative. Per ottenere miglioramenti della salute a lungo termine, insieme ai trattamenti di sverminazione sono necessari miglioramenti dei servizi igienico-sanitari e dell'igiene.
Hotez è a favore dell'inclusione delle malattie neglette in iniziative per cura della malaria, HIV-AIDS e tubercolosi, dato il forte legame tra queste malattie e le NTD. Hotez ha evidenziato la correlazione tra alti tassi di NTD e alti tassi di malattie croniche non trasmissibili, come le malattie cardiache e il cancro, a causa del loro effetto debilitante sulla salute.

## Perché neglette?
Feasey sostiene che questo gruppo di malattie è stato trascurato perché colpisce soprattutto i paesi più poveri del mondo in via di sviluppo e per la recente riduzione della prevalenza di HIV-AIDS, tubercolosi e malaria. Fenwick sostiene che la maggior parte delle risorse sono usate per le "tre grandi" malattie, l'HIV- AIDS, malaria e tubercolosi, a causa del loro alto tasso di mortalità e del livello di sensibilizzazione del pubblico. Egli afferma che l'importanza delle malattie tropicali neglette è stata sottovalutata perché molte sono asintomatiche e hanno un periodo di incubazione lungo: non è facile correlare una morte e una malattia negletta che è stata in latenza per un lungo periodo.  Secondo il Financial Times, il motivo di abbandono di queste malattie è che non sono remunerative, per questo brevetti e profitti non giocano alcun ruolo nella stimolazione dell'innovazione. Come tutti i settori non commerciali, queste malattie sono sotto la responsabilità dei governi e dei filantropi (compresa l'industria filantropica).

## Prevenzione
Fenwick sostiene che la prevenzione e l'eradicazione sono importanti a causa "degli spaventosi stigmi, deturpazioni, cecità e disabilità causate dalla malattie tropicali neglette." Secondo un articolo di Hotez pubblicato nel 2013, esiste la possibilità di eliminare o sradicare entro i prossimi dieci anni la dracunculiasi, la lebbra, la filariosi linfatica, l'oncocercosi, il tracoma, la malattia del sonno, la leishmaniosi viscerale, e la rabbia canina. La diffusione di queste malattie può essere ridotta attraverso il controllo dei vettori.

### Iniziative del mercato farmaceutico
Le aziende biotecnologiche nel mondo in via di sviluppo sono concentrate sulle malattie tropicali neglette con l'obbiettivo di migliorare la salute globale.
La somministrazione del farmaco in massa è considerato un metodo possibile per l'eradicazione, in particolare per la filariasi linfatica, l'oncocercosi, e il tracoma, anche se la resistenza ai farmaci rappresenta un problema potenziale. In accordo con Fenwick, Pfizer ha donato 70 milioni di dosi di farmaci nel 2011 per eliminare il tracoma attraverso la International Trachoma Initiative. Merck & Co. ha aiutato il Programma Africano per il Controllo dell'Oncocercosi e il Programma per l'Eliminazione dell'Oncocercosi nelle Americhe (The African Programme for the Control of Onchocerciasis (APOC) e Oncho Elimination Programme for the Americas) attraverso delle donazioni di ivermectina volte a diminuire notevolmente l'impatto dell'oncocercosi. Essi hanno anche promesso di donare 200 milioni di compresse di praziquantel nell'arco di 10 anni. GlaxoSmithKline ha donato 2 miliardi di compresse di medicine per la filariosi linfatica e 400 milioni di compresse vermifughe all'anno per 5 anni dal 2010. Johnson & Johnson ha promesso 200 milioni di compresse di vermifugo all'anno. Novartis è impegnata nella cura della lebbra, EISAI ha promesso 2 miliardi di compresse per aiutare a trattare la filariosi linfatica.

### Iniziative politiche

#### La tabella di marcia dell'OMS
L'OMS ha pubblicato nel 2012 una "tabella di marcia" per 2015 e il 2020 contenente gli obiettivi per l'eradicazione, l'eliminazione e intensificato il controllo delle diverse malattie. Ad esempio:
- Malattie da estirpare: Dracunculiasi (entro il 2015), treponematosi endemiche (framboesia) (entro il 2020)
- Malattie da eliminare a livello mondiale entro il 2020: tracoma, lebbra, tripanosomiasi africana umana, filariasi linfatica
- Malattie da eliminare in alcune regioni: rabbia (nel 2015 in America Latina, nel 2020 nel Sud-Est asiatico e Pacifico occidentale), malattia di Chagas (trasmissione attraverso la trasfusione di sangue, entro il 2015, la trasmissione intra-domiciliare entro il 2020 in America), leishmaniosi viscerale (entro il 2020, nel subcontinente indiano), oncocercosi (entro il 2015 in America Latina), la schistosomiasi (entro il 2015 a Est del Mediterraneo, Caraibi, l'Indonesia e nel bacino del fiume Mekong, entro il 2020 in America e nel Pacifico occidentale)
- Malattie da eliminare in alcuni paesi: tripanosomiasi africana umana (nel 2015 nel 80% delle aree in cui si verifica), oncocercosi (entro il 2015 nello Yemen, nel 2020 in alcuni paesi in Africa), la schistosomiasi (entro il 2020 in alcuni paesi dell'Africa)
- Fra il 2015 e il 2020 è previsto anche l'aumento del monitoraggio del 2015 e 2020 di: dengue, ulcera di Buruli, leishmaniosi cutanea, taeniasi/cisticercosi eechinococcosi/idatidosi, infezioni di origine alimentare da trematodi, elmintiasi trasmessa dal suolo.

#### Altri
Ci sono molte campagne di prevenzione e di eradicazione finanziate e attuate dall'Organizzazione Mondiale della Sanità, oltre che dall'Agenzia statunitense per lo sviluppo internazionale, la Fondazione Bill e Melinda Gates e il Dipartimento britannico per lo sviluppo internazionale.
Il Food and Drug Administration priority review voucher  è un incentivo per le imprese a investire in nuovi farmaci e vaccini per le malattie tropicali. La Food and Drug Administration Amendments Act (HR 3580)  assegna un priority review voucher a qualsiasi azienda che ha ottenuto l'approvazione per il trattamento di una delle malattie elencate. Il voucher può essere utilizzato per accelerare l'approvazione di un farmaco correlato. Questo programma è valido per tutte le malattie tropicali e comprende farmaci per la malaria e la tubercolosi. Il primo buono rilasciato è stato per il Coartem, un trattamento della malaria.  Il sistema non usa né definisce il termine "negletto", anche se la maggior parte delle malattie di cui si occupa sono spesso incluse nelle liste di malattie tropicali neglette.
Il premio è stato proposto dai docenti dell'Università Duke, Henry Grabowski, Jeffrey Moe, e David Ridley nel documento del 2006 Health Affairs: "Lo sviluppo di farmaci per i paesi in via di sviluppo"  Nel 2007 i senatori degli Stati Uniti Sam Brownback e Sherrod Brown hanno sponsorizzato una modifica del Food and Drug Administration Act del 2007. Il presidente George W. Bush ha firmato il disegno di legge nel settembre 2007.

### Iniziative delle ONG
Al momento ci sono solo due organizzazioni non governative finanziate da donatori che si concentrano esclusivamente su NTD: l'Iniziativa per il controllo della schistosomiasi e Deworm the World. Nonostante il sottofinanziamento, molte malattie neglette sono economiche da trattare e prevenire. Il costo del trattamento con vermifughi per un bambino affetto da infezione trasmessa da elminti del suolo e schistosomiasi è inferiore a 0,50 dollari americani per anno, se somministrata in massa durante programmi scolastici mondiali di sverminazione. Questo programma è stato recensito da Giving What We Can e il Copenaghen Consensus Centre, come una delle soluzioni più efficaci e convenienti. Le iniziative per il controllo della schistosomiasi e le malattie neglette comprendono l'uso di pacchetti a impatto rapido; i pacchetti vengono forniti alle scuole e includono la fornitura di quattro o cinque farmaci e la formazione degli insegnanti su come somministrarli.

### Iniziative pubblico-privato
Nel 2013, il governo del Giappone, cinque società farmaceutiche giapponesi, la Bill & Melinda Gates Foundation, e l'UNDP hanno stabilito un nuovo partenariato pubblico-privato, il Global Health Innovative Technology Fund. Questi hanno impegnato più di 100 milioni di dollari nel fondo in 5 anni, per premiare con sovvenzioni i paternariati in tutti i settori in Giappone e altrove, che lavorano allo sviluppo di nuovi farmaci e vaccini per le 17 malattie neglette, in aggiunta ad HIV, malaria e tubercolosi. L'accessibilità dei farmaci e vaccini risultanti è uno dei criteri chiave per ottenere i finanziamenti agevolati.

### Altri
Una rivista ad accesso aperto dedicata alle malattie tropicali neglette, il PLoS Neglected Tropical Diseases, ha iniziato a pubblicare nel 2007. Esiste anche un gruppo internazionale dedicato alla riduzione della prevalenza delle malattie tropicali neglette chiamato il Global Network for Neglected Tropical Diseases Control.